# 查理·奥斯汀
查理·柯士甸（英語：Charlie Austin，1989年7月5日—）是英格蘭足球運動員，司職前鋒，最效力於英格蘭球隊A.F.C 托頓。

## 生平

### 球會

#### 早年
柯士甸出生於英格蘭東南部伯克郡的民政教區亨格福德（Hungerford），幼年時參加雷丁的青訓系統，曾效力當地的塔咸鎮（Thatcham Town）及家鄉球隊亨格福德鎮（Hungerford Town）。其後舉家遷徙到西南部多塞特郡的沿海渡假市鎮伯恩茅斯（Bournemouth），他因而就近轉投半職業「威塞克斯聯賽超聯組」（Wessex League Premier Division）的普爾城（Poole Town），同時在父親開設的建築公司擔任砌磚的工作。
2008/09年球季柯士甸為普爾城在各項比賽合共上陣42場及射入驚人的48個入球，普爾城順利贏得聯賽及多塞特高級盃（Dorset Senior Cup）雙料冠軍，而柯士甸亦成為聯賽神射手。

#### 史雲頓
普爾城於2009年7月8日應邀與英乙球會般尼茅夫進行季前熱身賽，柯士甸以頭球先拔頭籌，協助球隊2-1獲勝。般尼茅夫領隊埃迪·霍維隨即安排柯士甸隨隊跟操，期間柯士甸仍然為普爾城上陣，於8場聯賽及3場英格蘭足總盃的比賽轟入18球之多，但由於般尼茅夫被禁制買賣球員，沒法可以羅致柯士甸。
柯士甸在9月獲英甲球會史雲頓提供試訓機會，在隨隊跟操數星期及為預備隊上陣對史雲斯射入一球後，於10月2日動筆簽約加盟史雲頓，為期直至球季結束，轉會費金額沒有透露，據報為5萬英鎊，柯士甸放棄其建築工作，從第九級的「威塞克斯聯賽超聯組」連跳6級升上第三級的英甲聯賽，正式成為一名職業球員。
史雲頓看中柯士甸的背後得力於班主安德鲁·菲顿（Andrew Fitton），他是歐洲足協B級教練，並在業餘聯賽中擔任球證，在他主吹的一場比賽中注意到年僅15歲的柯士甸，兩年後柯士甸加盟由菲顿出任班主的亨格福德鎮。在柯士甸離隊後，菲顿仍然經常留意他的動向，在入主史雲頓後，再度將柯士甸收歸旗下。
10月6日柯士甸首次上陣，於英格蘭聯賽錦標作客對艾斯特城在完場前後補登場，球賽以1-1結束，需以互射十二碼定勝負，史雲頓以4-3獲勝，柯士甸沒有被包括在首輪主射的球員名單內。柯士甸返回預備隊，10月13日對梳士貝利射入一球協助球隊大勝3-0；兩場入兩場的出色表現獲得球員發展主管大衛·拜尼（David Byrne）的讚賞，認為此子即將晉身一隊；10月20日柯士甸再為預備隊射入兩球，以3-2僅勝普利茅夫，保持為預備隊上陣3場均取得入球的優良紀錄。
10月24日柯士甸首次在聯賽上陣，作客對诺里奇城下半場72分鐘後補入替；在再獲派兩次後補上陣後，於11月21日首次獲派正選上陣，作客出戰卡素爾，僅用了3分鐘便證明其射手本色，射入個人首個聯賽入球兼致勝球，1-0奏凱而回，賽後獲領隊丹尼·威爾遜（Danny Wilson）點名稱讚，而他亦與其父親戲言本季可以射入15球。在接著的10場比賽柯士甸再轟入9球，於11場正選上陣射入10球，僅有兩場掛零，於2010年1月26日史雲頓本季主場最多觀眾前面對領頭羊列斯聯，柯士甸再次先開紀錄，協助球隊大勝3-0，當時英格蘭U21領隊皮雅斯亦在場觀看，對柯士甸的表現大表驚訝，其後更派出球探監察柯士甸的進度。
在射入兩球以3-2擊敗奧連特後，柯士甸表示希望球迷支持自己，而不是作為季前離隊的西蒙·考克斯的代替品。炙手可熱的柯士甸成為多支球隊羅致的目標，球探紛紛擁到球隊觀察他的表現，英冠球會雷丁、諾定咸森林及葉士域治均表示興趣，但他不為所動，而史雲頓亦啟動合約條款，於2010年2月2日延長合約兩年半，他表示會盡力協助球隊爭取升班。柯士甸於3月份6場賽事轟入3球，在4月19日獲選為可口可樂聯賽3月最佳青年球員。
2010年9月11日主場1-0擊敗修咸頓中，柯士甸射入唯一入球為史雲頓帶來球季首勝，但稍後與對方門將奇雲·戴維斯（Kelvin Davis）碰撞後肩膀脫臼離場，賽後證實無需動手術治理。養傷超過1個月才於10月16日作客4-5負於彼德堡復出，他射入十二碼一度為球隊扳平4-4，其後7場賽事射入6球，他表示是受到克雷格·贝拉米一篇文章的鼓舞，文中稱：『如果你全力以赴，運氣與機會陸續有來。』。史雲頓亦尋求與柯士甸續約，季內已射入14球，史雲頓拒絕侯城的出價後又接獲雷丁的問價，柯士甸表示未來動向不明朗。
多支英冠球隊有意在2011年冬季轉會窗羅致柯士甸，他於1月18日向史雲頓提出轉會要求。英超球會黑池最先出價，葉士域治、般尼及修咸頓加入爭奪。

#### 般尼
史雲頓最先接納葉士域治沒有透露金額的出價，柯士甸獲准與葉士域治商討私人條件，但未能達成協議，般尼隨即介入並獲史雲頓接納出價，於2010年1月28日與柯士甸簽訂三年半合約，轉會費沒有透露，據報初步為120萬英鎊再加附帶條款，負責引進柯士甸的般尼新帥正是當年因買賣球員禁令而錯失合作機會的前般尼茅夫領隊埃迪·霍維。2011年8月6日聯賽揭幕戰主場對屈福特，下半場後補上陣的柯士甸射入加盟後首球，協助球隊最終扳平2-2完場。
2012年11月6日柯士甸在主場對列斯聯射入整場賽事的唯一入球，開季只用了17場賽事便射入20球，打破球會的紀錄，比舊紀錄少賽8場。
2013年7月9日，新升上英超作賽的赫尔城原與般尼達成協議購入柯士甸，但因柯士甸未能通過身體檢查交易告吹。

#### 女王公园巡游者
2013年8月1日，剛降落英冠作賽的女王公园巡游者與般尼達成協議購入柯士甸，轉會費金額沒有透露，合約為期三年。2014年12月6日，重返英超的昆士柏流浪主場迎戰西布朗，查理柯士甸大演帽子戲法，連中三元，出場15次攻入11個聯賽入球，成為英超2014-15年球季半程本土神射手，射手榜排名第三位，僅次曼城射手阿古路及車路士前鋒迪亞高哥斯達，表現令人眼前一亮，入選英格蘭國家足球代表隊之聲亦不絕於耳。

## 榮譽
個人
- 英冠每月最佳球員：2012年10月；

## 外部連結
- 史雲頓官網簡歷
- 查理·奥斯汀 （页面存档备份，存于） - Topforward
- 足球数据库：查理·柯士甸的球员统计数据
- 查理·奥斯汀的Instagram帳戶
- The story of Swindon's scoring sensation （页面存档备份，存于）
- Charlie Austin's rise from the rubble （页面存档备份，存于）